# 森謙治

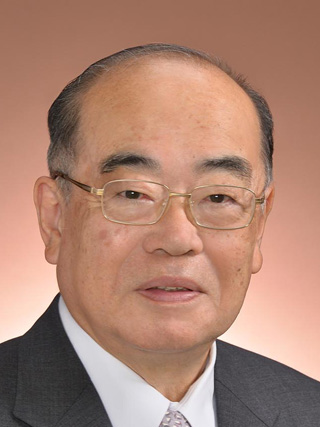
日本学士院より公表された肖像

森 謙治（もり けんじ、1935年3月21日 - 2019年4月16日）は、日本の化学者。東京大学名誉教授、日本学士院会員。農学博士。専攻は有機合成化学、生物活性物質化学。元日本農芸化学会会長。元社団法人有機合成化学協会会長。朝鮮・京城府生まれ。岡山県上房郡有漢村育ち。

## 略歴
- 1947年 有漢国民学校（現・高梁市立有漢西小学校）卒業
- 1950年 高梁市立有漢中学校卒業
- 1953年 東京都立新宿高等学校卒業
- 1957年 東京大学農学部農芸化学科卒業
- 1962年 東京大学大学院農学系研究科博士課程修了
- 1962年 東京大学農学部助手
- 1968年 東京大学農学部助教授
- 1978年 東京大学農学部教授
- 1995年 東京理科大学理学部教授
- 2015年12月 日本学士院会員選出[1]

## 人物
ジベレリンの化学合成に世界に先駆けて成功した。昆虫フェロモンを始めとするさまざまな生物活性物質を合成し、その立体構造と働きとの関係をあきらかにした。
オウム真理教による地下鉄サリン事件の際には、「朝まで生テレビ!」などに出演し、有機化学者の立場からの解説を行った。
2019年4月16日、心筋梗塞のため東京都文京区の病院で死去。84歳没。Isoprenoid SocietyによりKenji Mori Medalが創設された。

## 学術賞
- 農芸化学賞（1965年）
- 日本学士院賞（1981年）松井正直との共同研究
- 日本農学賞（1992年）
- 国際化学生態学シルバーメダル賞（1996年）
- 藤原賞（1998年）
- アーネスト・ガンサー賞（1999年）
- 有機合成化学特別賞（2002年）
- キラリティーメダル（2010年）

## 栄典
- 瑞宝中綬章（2010年）

## 著書
- 『有機化学』Ⅰ～Ⅲ（養賢堂）
- 『生物活性天然物の化学合成』（裳華房）
- 『生物活性物質の化学』（化学同人）